# Ilioupoli
Ilioupoli ( Grieks: Ηλιούπολη) is een gemeente (dimos) in de Griekse bestuurlijke regio (periferia) Attica.